# EUR Magliana

EUR Magliana is een metrostation in het stadsdeel EUR van de Italiaanse hoofdstad Rome en wordt bediend door de lijnen B en B1 van de metro van Rome. 

## Geschiedenis
Al voor de Eerste Wereldoorlog lagen er plannen voor een spoorlijn van Rome naar de kust, de aanleg van de spoorlijn Roma-Lido begon in december 1918. Op 10 augustus 1924 opende Mussolini de voorstadslijn en in 1925 was ook de elektrificatie voltooid. De hele lijn had destijds vijf stations voor reizigersverkeer en het goederenstation Magliana-Mercato Nuovo bij de stadsgrens. Behalve het noordelijke eindpunt lagen de andere stations voor reizigers buiten de stadsgrens. In 1935 stelde de gouverneur van Rome aan de regering voor om een wereldtentoonstelling in Rome te organiseren. De heuvels ten oosten van het station werden aangewezen als tentoonstellingsterrein voor de Esposizione Universale di Roma (EUR) dat ook goed bereikbaar moest zijn voor bezoekers. De uitgewerkte plannen in 1937 omvatten, behalve de tentoonstelling zelf ook een metrolijn tussen het centraal station en de EUR. In 1938 begon de bouw van de metro waarbij, tussen het noordelijke eindpunt van de voorstadslijn en Magliana-Mercato Nuovo, metrostations en metrosporen naast de voorstadslijn werden gebouwd. Om een goede overstap tussen beide lijnen mogelijk te maken werd het goederenstation voorzien van perrons en een stationsgebouw voor reizigers. De bouw van de metrolijn en het stationsgebouw lag in verband met de Tweede Wereldoorlog stil tussen 1940 en 1948. De wereldtentoonstelling werd afgelast maar de afkorting EUR voor het gebied bleef gangbaar. Het stationsgebouw werd samen met de metrolijn op 9 februari 1955 geopend onder de naam Magliana. De metro werd gebouwd volgens de technische specificaties van de voorstadslijn waarbij met name de bovenleiding in het oog springt. Het rollendmaterieel is volledig uitwisselbaar tussen de voorstadslijn en lijn B. Ongeveer 1200 meter ten zuiden van het station ligt het gezamenlijke depot van lijn B en de voorstadslijn.

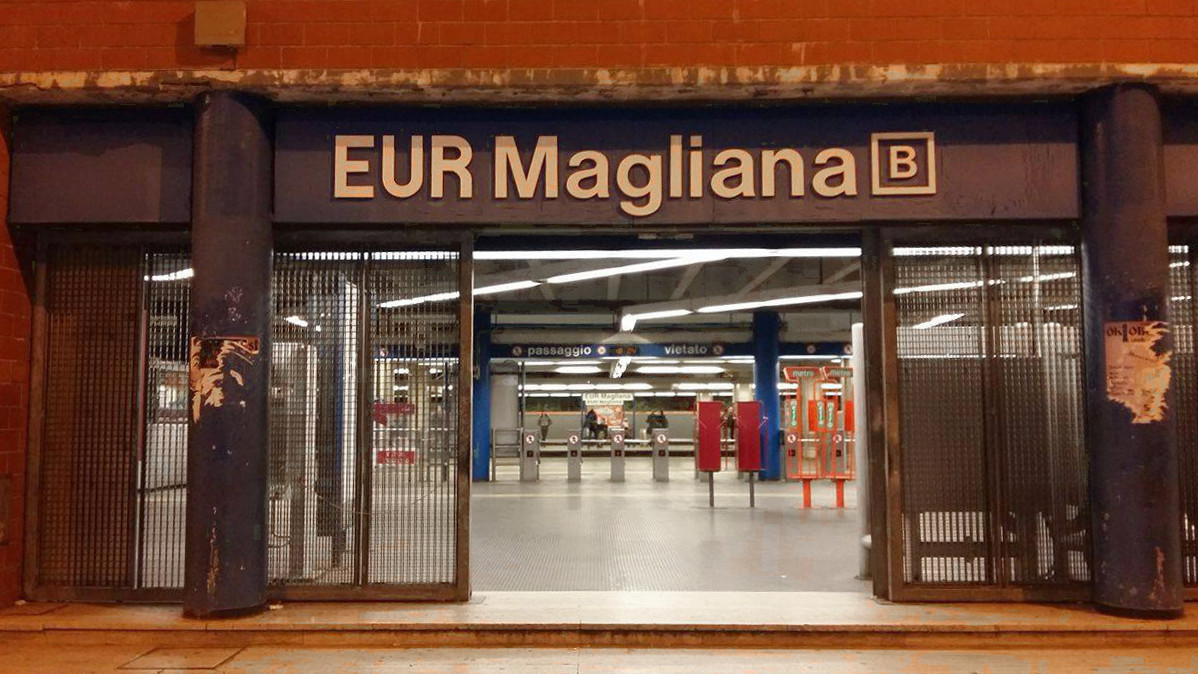
De ingang van het station
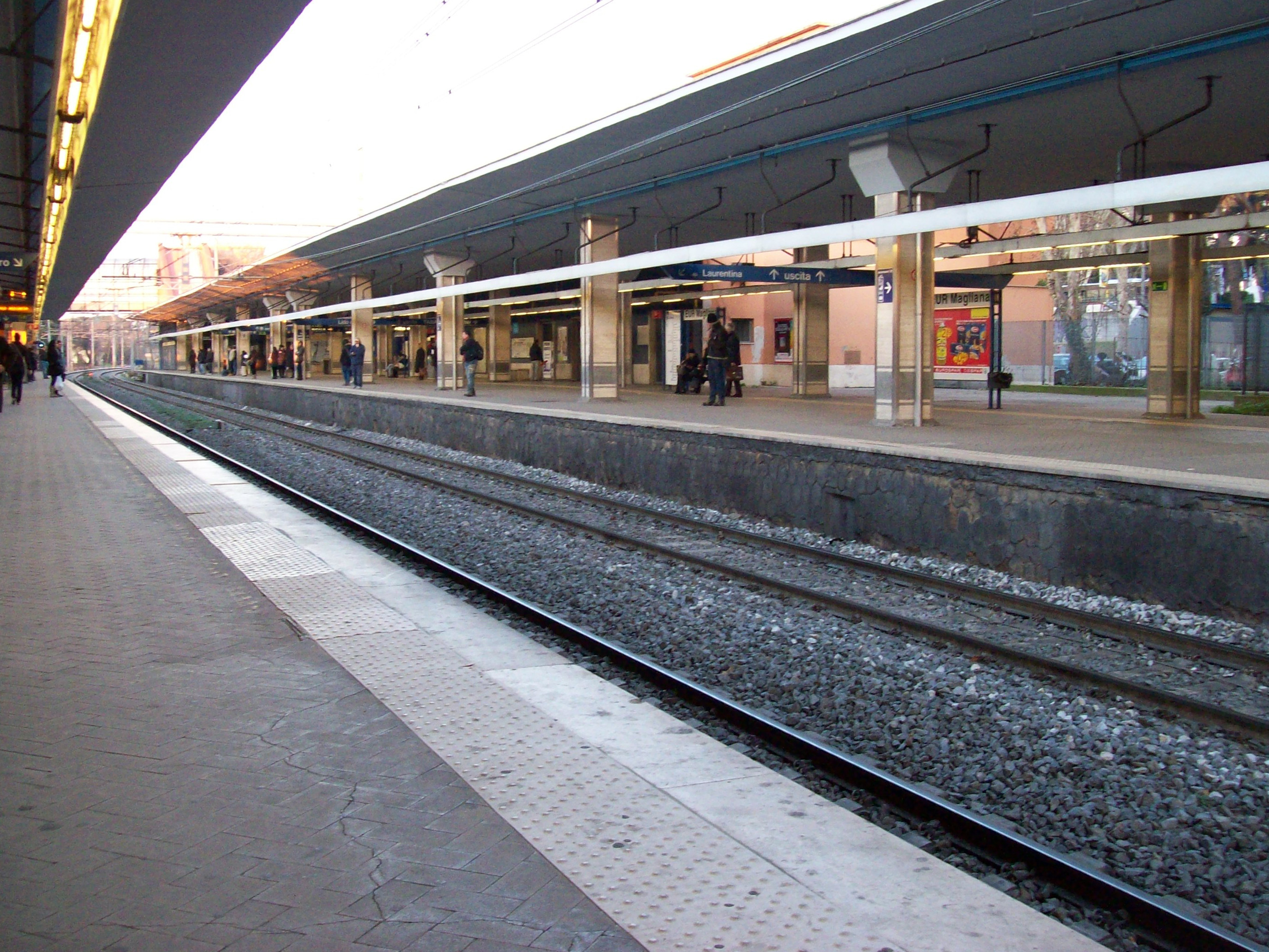
De metroperrons
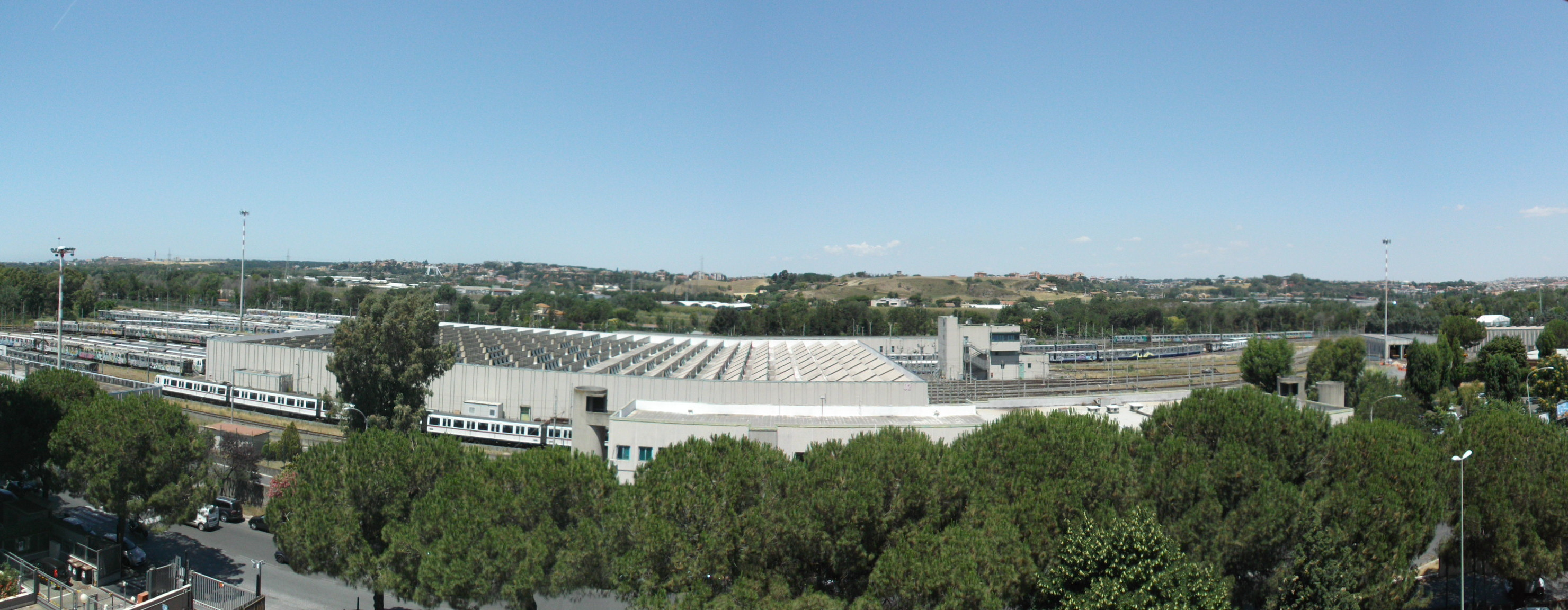
Het depot ten zuiden van het station

## Verbouwing
In 1989 begon groot onderhoud aan het in 1955 geopende deel van de metro. Hierbij werd op het bovengrondse deel een nieuw station toegevoegd en een ander vervangen door nieuwbouw. Om het metroverkeer te handhaven werden de sporen van de voostadslijn gebruikt door de metro en werd Magliana tijdelijk het noordelijke eindpunt van de spoorlijn Rome -Lido. In 1996 werd EUR voor de naam van het station gezet om verwarring met het gelijknamige station aan de overkant van de Tiber te vermijden. EUR Magliana werd zelf ook verbouwd waarbij naast het stationsgebouw uit 1955 een nieuwe stationshal uit baksteen werd opgetrokken. Het oude stationsgebouw werd vervolgens ingericht als bar. De voetgangerstunnel met vaste trappen werd aangevuld met loopbruggen met trappen en liften aan de kopse kanten van de perrons zodat ook mindervaliden toegang tot het station hebben. De verbouwing werd in 1998 afgerond  en sindsdien rijden de metro en de voorstadslijn weer op hun eigen sporen. 

## Ligging en inrichting
Het station ligt aan de Piazzale di Val Fiorita op ongeveer 250 meter van het Palazzo della Civiltà Italiana. Langs de Via Ostiense ligt een parkeerterrein dat direct naast de westelijke toegang tot de voetgangerstunnel onder de sporen ligt. De twee westelijke sporen worden gebruikt door de voorstadslijn, de oostelijke door de metro. De middelste twee sporen hebben een gemeenschappelijk eilandperron waar reizigers uit EUR op hetzelfde perron kunnen overstappen richting Lido. De metro buigt ten zuiden van het station in oostelijke richting af en kruist daarbij ongelijkvloers het verbindingsspoor van de metro naar de werkplaats. Als uitbreiding van de parkeercapaciteit is ten zuiden van het station in 2000 een parkeergarage gebouwd die via een pergola met het stationsgebouw is verbonden. Het station is opgesierd met mozaïeken van de kunstenaars van Antonio Passa en Tamás Lossonczy. In het kader van de geplande lijn D zou het station een kruisingsstation worden maar lijn D werd in november 2012 geschrapt. In februari 2019 keurde de gemeenteraad een plan goed om de voorstadslijn in de metrodienst te integreren, waarmee door een samenvoeging met de dienst op de noordtak (lijn B1) de nieuwe lijn E zal ontstaan. 